# Bosses Wirtschaftsbuch für deutsche Beamte und Angestellte
Bosses Wirtschaftsbuch für deutsche Beamte und Angestellte, anfangs auch Wirthschaftsbuch für deutsche Beamte und Wirtschaftsbuch für deutsche Beamte sowie Wirtschaftsbuch für Deutsche Beamte und Deutsche Beamtenfrauen genannt, war eine mit dem Jahrgang 1880 schon im Vorjahr 1879 erschienene Fachzeitschrift für in Deutschland tätige Beamte und Angestellte.
Das Blatt erschien zeitweilig im Verlag von Berthold Pokrantz, der im Jahr 1900 die Hofbuchdruckerei Klindworth übernommen hatte. Spätestens 1935 und bis mindestens 1941 verlegte die in Göttingen angesiedelte Firma Hubert & Co. das Periodikum.